# Fantasmes (pel·lícula)
Fantasmes (títol original:  Phantoms) és una pel·lícula estatunidenca de Joe Chappelle estrenada l'any 1998. És l'adaptació cinematogràfica de la novel·la del mateix nom de Dean Koontz publicada l'any 1983. Ha estat doblada al català.

## Argument
Dues germanes, Lisa i Jennifer, arriben a la ciutat turística de Snowfield, Colorado. Jennifer que fa de metge, desitja allunyar la seva germana de Los Angeles i de la seva mare alcohòlica. Descobreixen que Snowfield ha esdevingut una ciutat fantasma aïllada, coberta de cadàvers aparentment contaminats o de trossos de cossos seccionats.
Les dues germanes troben el xèrif del poble amb els seus adjunts. Diversos monstres de diferents formes els ataquen i maten els adjunts. El doctor Flyte, expulsat de la comunitat acadèmica per a les seves teories, és portat per l'exèrcit a Snowfield amb un grup de científics. Els militars i científics són delmats però el metge determina la naturalesa química de l'enemic secular i que viu a les profunditats de la terra i amb l'ajuda del xèrif i de les dues germanes, aconsegueix que la bèstia faci metamorfosi i sigui contaminat per un bacteri. Desgraciadament el « petroli intel·ligent » no és totalment destruït.

## Repartiment
- Peter O'Toole: Dr. Timothy Flyte
- Rose McGowan: Lisa Pailey
- Joanna Going: Jennifer Pailey
- Liev Schreiber: Xèrif-adjunt Stuart « Stu » Wargle
- Ben Affleck: Xèrif Bryce Hammond
- Nicky Katt: Steve Shanning
- Clifton Powell: General Leland Copperfield
- Rick Otto: científic Lockland
- Valerie Chow: científic Yamaguchi
- Adam Nelson: científic Burke
- John Hammil: científic Talbot
- John Scott Clough: científic Shane
- Michael DeLorenzo: soldat Velazquez
- William Hahn: científic Borman
- Robert Himber: científic Walker
- Bo Hopkins: Agent Hawthorne
- Robert Knepper: Agent Wilson
- Judith Drake: Hilda
- Linnea Quigley: La dona de la cambra 204

## Crítica
- "Correcta lliurament de terror en la qual 5 supervivents d'un estrany succés s'enfronten a una poderosa força diabòlica. Encara que presenta tots els tòpics del món, resulta entretinguda"[3]